# Majjat
Majjat (franska: Majjat (CR), Majjat (Commune Rurale), arabiska: امندونيت) är en kommun i Marocko.   Den ligger i provinsen Chichaoua och regionen Marrakech-Safi, i den centrala delen av landet, 300 km sydväst om huvudstaden Rabat. Antalet invånare är 11 785.